# Jezerc pri Logatcu
Das Fauna-Flora-Habitat-Gebiet Jezerc pri Logatcu (deutsch: See bei Loitsch) liegt auf dem Gebiet der Gemeinde Logatec nahe der Ortschaft Ograje im Westen Sloweniens. Das nur etwa 0,3 Hektar große Schutzgebiet umfasst ein nahezu kreisrundes Übergangsmoor in einer Doline. Es handelt sich dabei um einen Schwingrasen, der die wassergefüllte Doline überwachsen hat und sozusagen auf dem Wasser schwimmt.
Jezerc pri Logatcu ist das kleinste der slowenischen FFH-Gebiete.

## Schutzzweck
Folgende Lebensraumtypen nach Anhang I der FFH-Richtlinie kommen im Gebiet vor:
| EU Code | * | Lebensraumtyp (offizielle Bezeichnung) | Fläche |
| ------- | - | -------------------------------------- | ------ |
| 7140    |   | Übergangs- und Schwingrasenmoore       | 0,2    |
| 7150    |   | Torfmoor-Schlenken (Rhynchosporion)    | 0,13   |